# 科罗拉多级战列舰
科罗拉多级战列舰是美国建造的一种战列舰。

## 设计
美国在得到日本建造长门级战列舰的情报后，更改田纳西级战列舰的设计，主要改进火力和防护力，8门16英寸(406毫米)口径主炮取代了14英寸口径主炮。由于火力加强，防御也相应加厚来抵御敌方相同口径炮弹的攻击。科罗拉多级继承了当时美国战列舰的标准风格，包括笼式主桅；飞剪型舰艏；副炮安装在艏楼甲板以上；
科羅拉多級采用电气推进的动力系统。该级的航行速度同当时的所有美国战列舰一样没有得到相应的重视，最大航速只有21节。在该级舰建造时美国海军要求不得将蓝图作改动，因为1917年海军法案要求建造16艘战列舰和6艘战列巡洋舰，这样做可以减少建造时间。
科罗拉多级战列舰计划建造4艘，但三号舰华盛顿号(BB-47)因华盛顿海军条约的规定终止建造。建成的同级舰三艘：科罗拉多号(BB-45)、马里兰号(BB-46)、西弗吉尼亚号(BB-48)。二号舰马里兰号首先于1917年开工，1921年率先服役，因此也有人将科罗拉多级称为马里兰级。在华盛顿条约有效时期，科罗拉多级和英国的两艘纳尔逊级战列舰、日本的两艘长门级战列舰被各国海军人士称为“big seven”。

## 服役情况
科罗拉多级建成后均在太平洋舰队服役，是第二次世界大战前美国最强大的战列舰。该级舰在1930年代进行了现代化改装，加强防空火力并加装5英寸高炮。1941年12月7日日本海军偷袭珍珠港时，科罗拉多号正在西海岸的圣迭戈维修从而逃过一劫。马里兰号被两颗炸弹穿透上层甲板，舰体发生纵向倾斜。西弗吉尼亚号由于停泊在福特岛外侧，左舷被多枚鱼雷命中，因其水密性较好并且及时打开右侧注水阀门进行反注水而避免倾覆，但舰体严重受损并沉入水中。
1942年科罗拉多号、马里兰号拆除后部主桅进行现代化改装，大大加强了防空火力。西弗吉尼亚号在1943年打捞出水进行改装，拆除前后主桅，舰体上层建筑拆除并彻底重建，使其于田纳西级更加相像。马里兰号随后支援了塞班岛登陆战役并被一枚鱼雷击中受损。1944年西弗吉尼亚号与马里兰号参加了莱特湾海战并同其他4艘老式战列舰一起击沉了扶桑號戰艦和山城号战列舰。这是战争中最后一次的战列舰炮战。其后该级舰参加了包括冲绳岛战役在内的美军登陆作战。
科罗拉多级于1947年相继退役，1959年全部解体。